# نقاره‌خانه (قفقاز)
نقاره‌خانه (به لاتین: Nağaraxana) (پیش‌تر کیروفکا Kirovka) یک منطقهٔ مسکونی در جمهوری آذربایجان است که در شهرستان شماخی واقع شده‌است. نقاره‌خانه ۷۵۹ نفر جمعیت دارد.